# Сильвинит (компания)

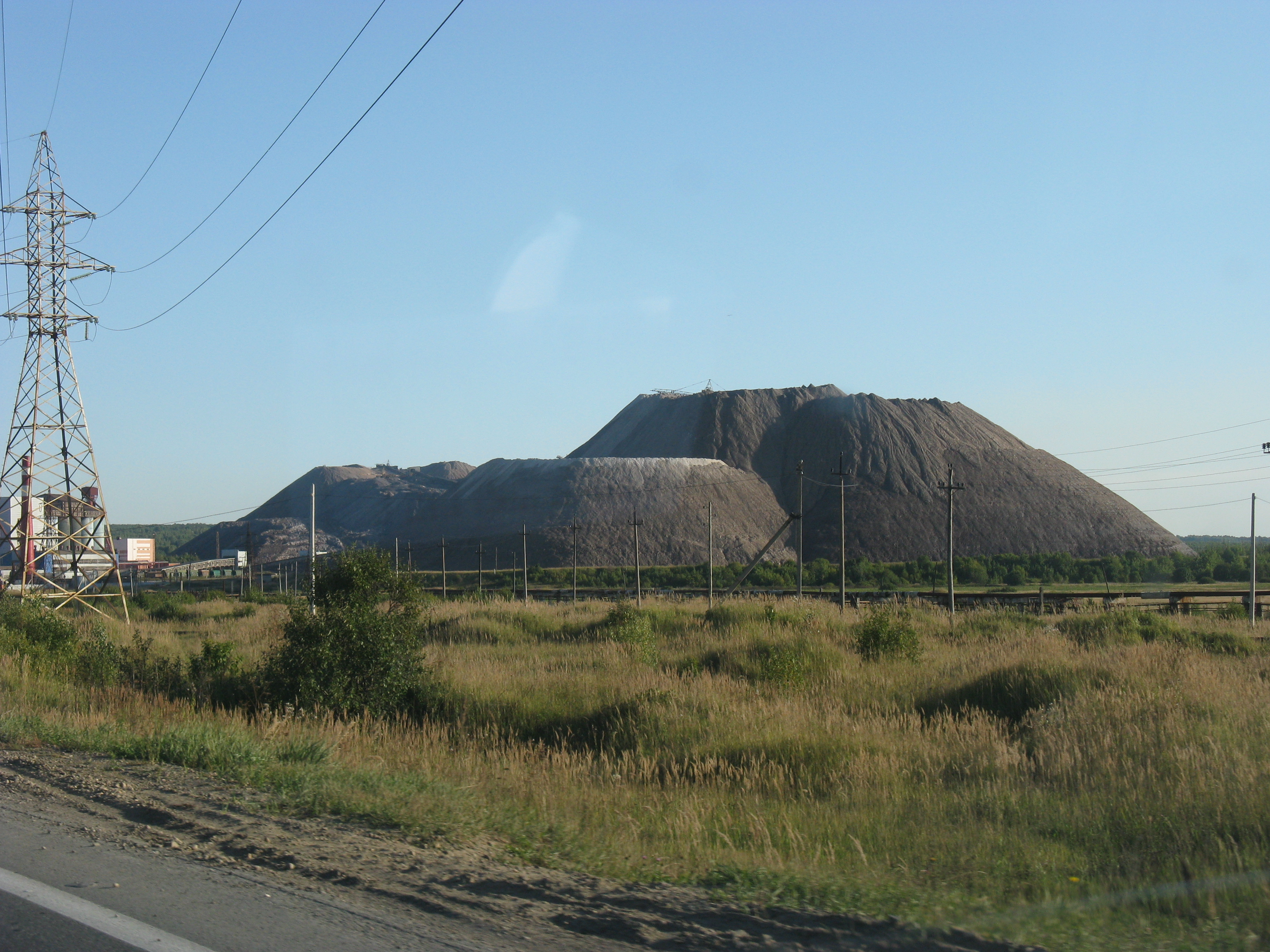
Солеотвал в Соликамске

«Сильвинит» — российская химическая компания, владеющая крупнейшим в стране горно-промышленным комплексом по добыче и производству калийных удобрений и различных видов солей. Предприятие разрабатывает ряд участков единственного в России (второго в мире по размеру запасов) Верхнекамского месторождения калийно-магниевых солей, промышленные запасы которого составляют 3,8 млрд тонн руды (в пересчете на 100 % К2О).
«Сильвинит» — правопреемник Соликамского калийного комбината (основан в 1934 году), являющегося родоначальником калийной отрасли России. Соликамский калийный комбинат в 1983 году выделен в самостоятельное предприятие из производственного объединения «Уралкалий», и переименован в производственное объединение «Сильвинит».
В 2011 году «Уралкалий» поглотил ОАО «Сильвинит».

## История
Разработка соляных месторождений в Соликамске и его окрестностях началась в царские времена, сюда отправляли каторжников, которые занимались добычей соли. В советское время, соликамские соляные копи разрабатывались силами заключённых двух местных лагерей подчинённых администрации Усольлага (в одном из них находилось около трёх тысяч человек, в другом полторы тысячи заключённых). Заключённые привлекались к работе как в самих соляных копях, так и на соликамской товарной станции, на погрузке добытого сырья в железнодорожные вагоны. В первой половине 1930-х гг. силами заключённых был построен и ими же укомплектован режимный спецобъект — Соликамский калийный комбинат В период присоединений к СССР западных республик, сюда отправляли трудиться депортируемых оттуда местных жителей, условия труда и жизни занятых здесь заключённых были тяжёлыми, многие умирали от голода и условий содержания.

## Собственники
По данным на июль 2010 года, номинальными акционерами «Сильвинита» являлись компании Hustell Trading Ltd., IBH Beteilligungs und Handelsges и RI Realinvest (52,35 % акций, по информации газеты «Ведомости», их контролирует бывший генеральный директор компании Пётр Кондрашев), Сулейман Керимов (25 %), а также компания «Акрон» (8,1 %). В начале августа 2010 года указанные компании продали часть акций «Сильвинита» структурам совладельца и президента компании «Сибуглемет» Анатолия Скурова (20 %), а также депутата Государственной думы Зелимхана Муцоева (24 %), считающихся партнёрами Керимова.
Капитализация компании на РТС на июль 2010 года составляла $4,5 млрд.

### Слияние с «Уралкалием»
20 декабря 2010 года советы директоров «Уралкалия» и «Сильвинита» одобрили сделку по слиянию компаний. Сделка также должна быть одобрена на внеочередных собраниях акционеров обеих компаний, которые состоятся 4 февраля 2011 года, а также Федеральная антимонопольная служба России и регулирующие органы Польши, Китая и, возможно, ряда других стран — импортёров продукции компаний.
Структура сделки
«Уралкалий» приобретёт 20 % обыкновенных акций «Сильвинита» (15 % от капитала) у Otkritie Securities Ltd. (Лондон; входит в финансовую корпорацию «Открытие») по цене 894,5 долларов США за штуку, потратив на указанную сделку 1,4 млрд долларов. Последняя 17 декабря 2010 года приобрела акции у кипрской Madura Holding Ltd., при этом не раскрывая, в чьих интересах совершалась покупка пакета акций. После присоединения к «Уралкалию» «Сильвинит» как юридическое лицо будет ликвидирован, а акционеры «Сильвинита» получат по 133,4 обыкновенных акции «Уралкалия» за каждую обыкновенную акцию «Сильвинита» и по 51,8 обыкновенных акции за каждую привилегированную. Акционеры «Сильвинита», выступающие против сделки, смогут предъявить свои акции к выкупу — по 27 133 руб. за обыкновенную и 10 538 руб. за привилегированную. Акционеры «Уралкалия», не согласные со сделкой, смогут продать акции «Уралкалию» по 203,37 руб. за штуку. В прямом владении компаний бизнесмена Сулеймана Керимова окажется 16,1 % объединённой компании.

## Руководство
В ноябре 1983 года, после выделения Соликамского калийного комбината в самостоятельное предприятие и преобразования в ПО «Сильвинит», его директором остался прежний руководитель — Наконечный Станислав Степанович.
На новый статус Генерального директора ПО «Сильвинит» в декабре 1984 назначен Нечаев Виктор Федорович (1937—2009), он руководил до июня 1990 года. В эти годы предприятие начало работать на основе рыночных отношений, перешло на самоокупаемость, заключены первые внешне-экономические контракты по поставке минеральных удобрений в Европу.
В июне 1990 года в результате единственных выборов, организованных Советом трудового коллектива, ПО «Сильвинит» возглавил Петр Иванович Кондрашев, он же, после приватизации предприятия, стал первым генеральным директором ОАО «Сильвинит».
Сегодня Председатель совета директоров компании — Юрий Сырцев, генеральный директор — Владислав Баумгертнер.

## Деятельность
Калийные удобрения поставляются во все регионы Российской Федерации и экспортируются в 40 стран мира. Карналлит обогащенный, являющийся сырьём для «крылатого» металла магния, обеспечивает производство половины выпускаемого в России металлического магния.
Три четверти продукции ОАО «Сильвинит» реализуются через Международную калийную компанию (МКК) Анатолия Ломакина.
Каждая третья тонна технических солей в России выпускалась в ОАО «Сильвинит».
12 марта 2008 ОАО «Камская горная компания» (дочернее предприятие «Сильвинита») была признана победителем аукциона на право разработки Половодовского участка Верхнекамского месторождения калийно-магниевых солей (промышленные запасы — 3 млрд тонн). За участок было заплачено 35,14 млрд руб.

### Добыча и производство полезных ископаемых
|                        | 2005         | 2006        | 2007  | 2008         | 2009 |
| ---------------------- | ------------ | ----------- | ----- | ------------ | ---- |
| Хлористый калий, млн т | 4,94 (+18 %) | 5,28 (+7 %) | 5,469 | 5,1 (-6,7 %) | 3,5  |
| Другие соли, млн т     | 972,3        | >1 (+111 %) | >1    | 1,2          | >1   |

### Финансовые показатели
|                           | 2005 | 2006 | 2007 | 2008 | 2009 |
| ------------------------- | ---- | ---- | ---- | ---- | ---- |
| Выручка, млрд руб.        | 16,5 | 18,3 | 22,7 | 53,2 | 33,4 |
| Чистая прибыль, млрд руб. | 5,3  | 4,8  | 6,6  | 29,2 | 16,6 |